# Elisabetta Bartuli
Elisabetta Bartuli (Il Cairo, 1955) è una traduttrice italiana.

## Biografia
Traduce dalla lingua araba, e si occupa di letteratura araba contemporanea. Ha partecipato al mediometraggio Tradurre, del 2008.

## Opere

### Curatele
- Rose del Cairo. Racconti di scrittrici egiziane, E/O, 2001
- Fatima Mernissi, Islam e democrazia, Firenze, Giunti, 2002
- Fatima Mernissi, Karawan, dal deserto al web, Firenze, Giunti, 2004
- Sole Nero. Gli anni di piombo del Marocco, Messina, Mesogea, 2004
- Egitto Oggi, Il Ponte, 2005
- Samir Kassir, Primavere. Per una Siria democratica e un Libano indipendente, Messina, Mesogea, 2006
- Samir Kassir, L'infelicità araba, Torino, Einaudi, 2006
- Muhammad Barrada, Il gioco dell'oblio, Messina, Mesogea, 2009
- Rachid Nini, Diario di un clandestino, Messina, Mesogea, 2011
- Mahmud Darwish, Una trilogia palestinese, Milano, Feltrinelli 2014
- Ali Bécheur, I domani di ieri, Milano, Francesco Brioschi Editore, 2019
- Camille Ammoun, Ottobre-Libano (immagini di città), Mesogea, 2021

### Traduzioni
- Mahmud Darwish, Una memoria per l'oblio, Roma, Jouvence, 1997
- Muhammad Zefzaf, L'uovo del gallo, Messina, Mesogea, 2000
- Elias Khoury, Il viaggio del piccolo Gandhi, Roma, Jouvence, 2001
- Elias Khoury, La porta del sole, Torino, Einaudi, 2004
- Mahmud Darwish, Oltre l'ultimo cielo: la Palestina come metafora, Milano, Epoche, 2007 (con Gaia Amaducci, Maria Nadotti)
- Elias Khoury, Facce bianche, Torino, Einaudi, 2007
- Elias Khoury, Yalo, Torino, Einaudi, 2009
- Jabbar Yassin Hussin, Il lettore di Baghdad, Alberobello, Poiesis, 2009
- Jabbour Douaihy, Pioggia di Giugno, Milano, Feltrinelli, 2010
- Rabee Jaber, Come fili di seta, Milano, Feltrinelli, 2011 (con Hamza Bahri)
- Jabbour Douaihy, San Giorgio guardava altrove, Milano, Feltrinelli, 2012 (con Hamza Bahri)
- Habib Selmi, Gli odori di Marie Claire, Messina, Mesogea 2013 (con Marco Soave)
- Elias Khoury, Specchi rotti, Milano, Feltrinelli 2014
- 'Ala al-Aswani, Cairo Automobile Club, Milano, Feltrinelli 2014 (con Cristina Dozio)
- Sonallah Ibrahim, Le stagioni di Zhat, Milano, Calabuig, 2015
- Dima Wannous, Quelli che hanno paura, Milano, Baldini+Castoldi, 2018 (con Cristina Dozio)
- 'Ala al-Aswani, Sono corso verso il Nilo, Milano, Feltrinelli, 2018 (con Cristina Dozio)
- Inaam Kachachi, Dispersi, MIlano, Francesco Brioschi Editore, 2018
- Ezzedine Choukri Fishere, Abbracciarsi sul ponte di Brooklyn, Milano, Francesco Brioschi Editore, 2019
- Hala Kodmani, La Siria promessa, Francesco Brioschi Editore, 2020
- Ashraf al-Ashmawy, Toya, Milano, Francesco Brioschi Editore, 2021 (con Giacomo Longhi)
- Jabbour Douaihy, Printed in Beirut, Francesco Brioschi Editore, 2021
- Mahmud Shukair, Le donne della famiglia, Francesco Brioschi Editore, 2022
- Inaam Kachachi, Taji, una donna ribelle, Francesco Brioschi Editore, 2022
- Rabee Jaber, I drusi di Belgrado, Crocetti, 2024
- Nasser Abu Srour, Il racconto di un muro, Feltrinelli, 2024